# Nhà thờ bằng ván gỗ ở Urnes
Nhà thờ bằng ván gỗ ở Urnes (tiếng Na Uy: Urnes stavkirke) là một nhà thờ làm bằng cột và các ván gỗ ghép lại, ở nông trang Ornes, gần vịnh hẹp Lustrafjorden tại thị xã Luster, tỉnh hạt Sogn og Fjordane, Na Uy.
Năm 1979 nhà thờ bằng ván gỗ ở Urnes đã được UNESCO đưa vào danh sách Di sản thế giới.
Nhà thờ này hiện do Hội bảo tồn các công trình kỷ niệm của Na Uy (Fortidsminneforeningen) sở hữu. Thỉnh thoảng cũng có lễ cử hành ở nhà thờ này.

## Lịch sử

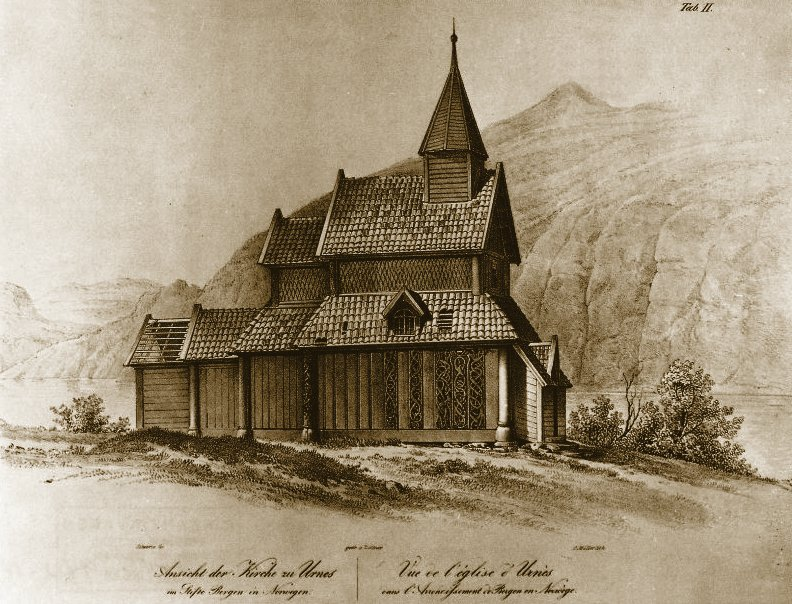
Bản vẽ của I. C. Dahl

Dường như nhà thờ này ban đầu là nhà thờ riêng của nông trang, tới thời trung cổ, trở thành nhà thờ giáo xứ. Nhà thờ này được viết tên trên giấy lần dầu vào năm 1323 nhân 1 chuyến viếng thăm mục vụ, linh mục quản xứ thời đó tên là Sira Ærlender. Nhà thờ này cũng được mô tả trong Bjørgyndar Kálfskinn (trang 37) từ năm 1360. Người ta tin rằng Gaut ở Ornesi có thể là chủ nhân đứng ra xây dựng. Ông ta cùng 2 người con trai Jon Gautson và Mundan Gautson có thể là những người thân tín của vua Magnus Erlingsson (1161–1184).
Sau thời Cải cách Kháng cách thì nhà thờ ở Hafslo là nhà thờ chính, nhà thờ ở Urnes và ở Solvorn là các nhà thờ phụ. Mục sư Christoffer Munthe mua nhà thờ này khoảng năm 1720, nhà thờ trở thành tư hữu; sau đó bán cho cộng đoàn giáo dân năm 1855. Hội bảo tồn các công trình kỷ niệm của Na Uy mua nhà thờ này năm 1881 khi giáo xứ Urnes và Solvorn hợp nhất với nhau, nhưng có 1 điều khoản bảo lưu là cộng đoàn giáo dân vẫn tiếp tục sử dụng nghĩa trang để chôn người chết và có quyền sử dụng nhà thờ để cử hành lễ phụng tự mỗi năm 2 lần.

## Xây dựng
Nhà thờ này được dựng lên khoảng năm 1130 hoặc ngay sau năm đó. Nhà thờ này được coi là cổ nhất trong các nhà thờ bằng ván gỗ cùng loại ở Na Uy. Có sự kết nối giữa kiểu kiến trúc Kitô giáo với kiểu kiến trúc và nghệ thuật thời đại Viking với kiểu trang trí bằng động vật tiêu biểu, gọi là "phong cách Urnes".
Các nghiên cứu về khảo cổ đã khám phá ra di tích của 1 hoặc có thể là 2 nhà thờ đã được dựng trên nền nhà thờ này. Các cuộc khai quật cho thấy các lỗ cọc của nhà thờ có vách bằng cọc trước kia - một kiểu nhà thờ mà vách tường dựa vào hàng cọc gỗ ngắn (stolpekirke). Không biết là nhà thờ cũ trước kia có mái che trên phần trung tâm của gian giữa như nhà thờ hiện nay không. Nhà thờ cũ có thể đã được dựng lên từ thế kỷ thứ 11.
Thế kỷ thứ 17 gian giữa của nhà thờ được nới rộng về phía nam và thêm nhiều yếu tố như bồn rửa tội (năm 1640), nóc vòm bằng gỗ che trên bàn thờ (năm 1665) và 1 giảng đài (1693&1695). Bức tranh sau bàn thờ mô tả Chúa Giêsu Kitô trên thánh giá với Đức Mẹ Maria và thánh Gioan Tẩy giả có từ năm 1699. Các cửa sổ cũng được thêm vào trong thế kỷ 18.

## Cửa chính phía bắc

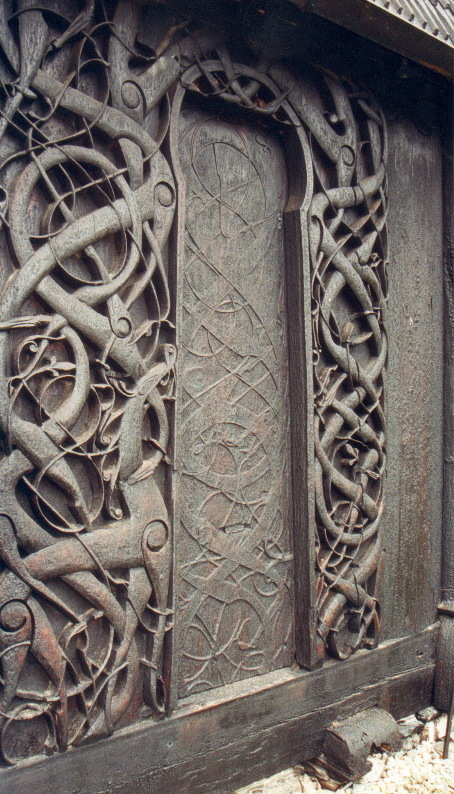
Urnes stave church

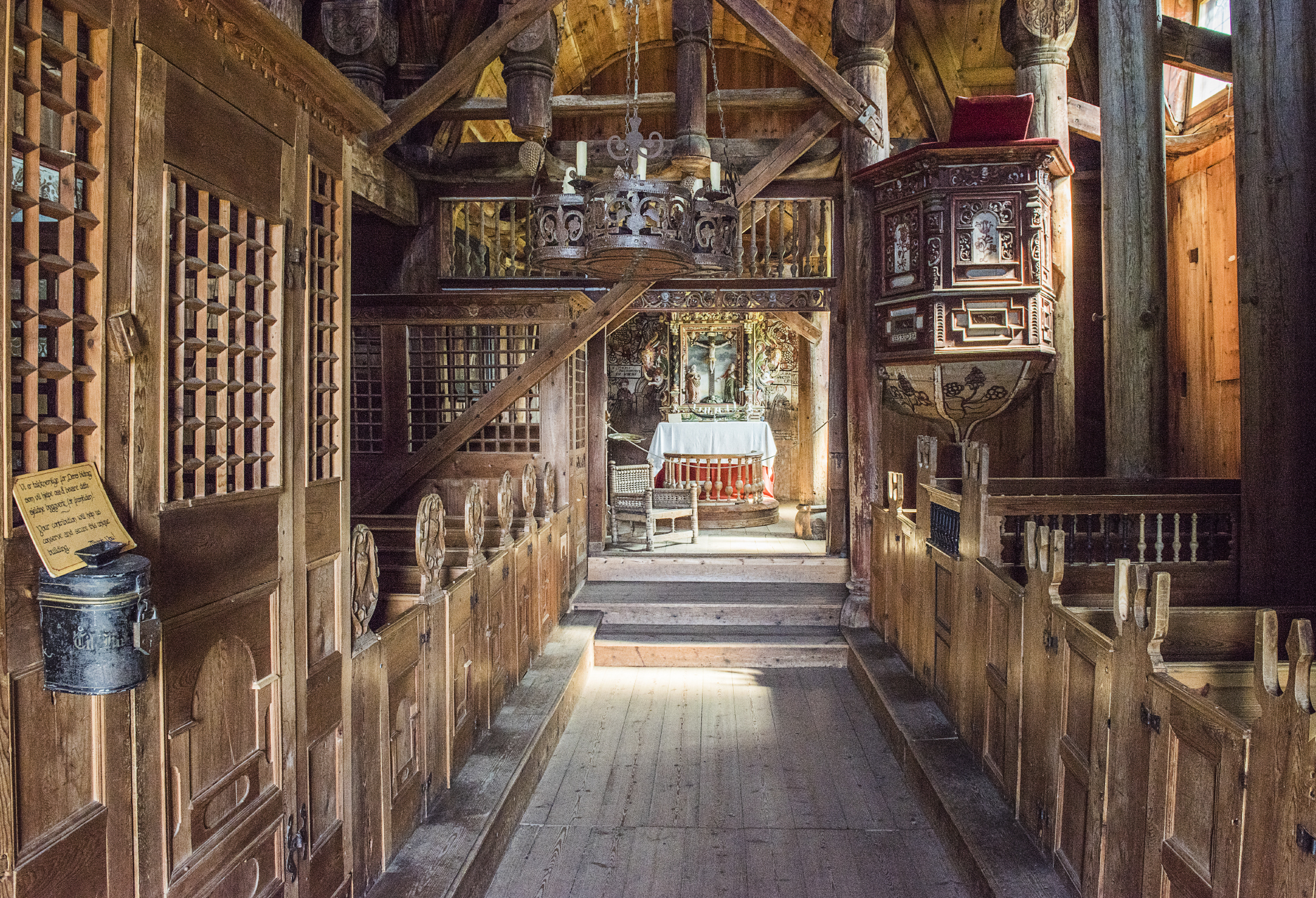
Bên trong Nhà thờ

Cửa chính và các chi tiết ở bức vách phía bắc của nhà thờ hiện nay, cũng như các tấm ván ghép vách ở đầu hồi được trang trí theo phong cách Urnes cổ điển. Dường như đó là những vật liệu cũ của các nhà thờ trước đó. Người ta cũng đoán là cửa này có thể là cửa chính nguyên thủy quay về phía tây. Có nhiều người tìm cách giải thích các tranh trang trí ở cửa chính và bức vách phía bắc. Các hình ảnh này thường được coi là tượng trưng cho con rắn quấn lên phía trên. Ở phần thấp hơn là hình một con vật 4 chân, ngoạm con rắn.
Cách giải thích thông thường nhất cho rằng cảnh này mô tả cuộc chiến đấu bất tận giữa cái thiện và cái ác. Con vật 4 chân tượng trưng cho con sư tử. Trong tranh biểu tượng Kitô giáo, con sư tử trượng trưng Chúa Kitô, chiến đấu với con rắn, tượng trưng cho các ác tức quỷ Satan
Về mặt khác, cũng có thể các cảnh này tượng trưng cho các cảnh trong thần thoại Bắc Âu: con vật 4 chân được giải thích là Níðhöggr (con rồng) ăn rễ cây Yggdrasil (Cây thế giới). "Các con rắn quấn vào nhau và các con rồng tượng trưng cho ngày tận thế, theo truyền thuyết Ragnarök của thần thoại Bắc Âu".

## Nhà thờ hiện tại
Nhà thờ được dựng với gian giữa hình chữ nhật cùng 1 gian cung thánh hẹp. Gian cung thánh được nới rộng về phía đông trong thế kỷ 17, nhưng phần thêm vào này ít lâu sau bị dời đi. Bức vẽ của I. C. Dahl mô tả điều đó, cũng như tình trạng hư hỏng của nhà thờ trong thời kỳ đó. Trong thế kỷ 20, nhà thờ này được tu bổ và các tấm ván vách có nhiều hình trang trí được che phủ để chặn sự hư hại.
Phần lớn các yếu tố kiến trúc thời trung cổ được giữ y nguyên: các xà nền (grunnstokker), các ngưỡng cửa (sviller), các cọc ở góc (hjørnestolper), các ván ghép vách (veggtiler) và các tấm vách ở cánh ngang nhà thờ (stavlægjer), kể cả mái nhà cũng từ thời trung cổ.

## Hình ảnh
Tư liệu liên quan tới Urnes stavkirke tại Wikimedia Commons

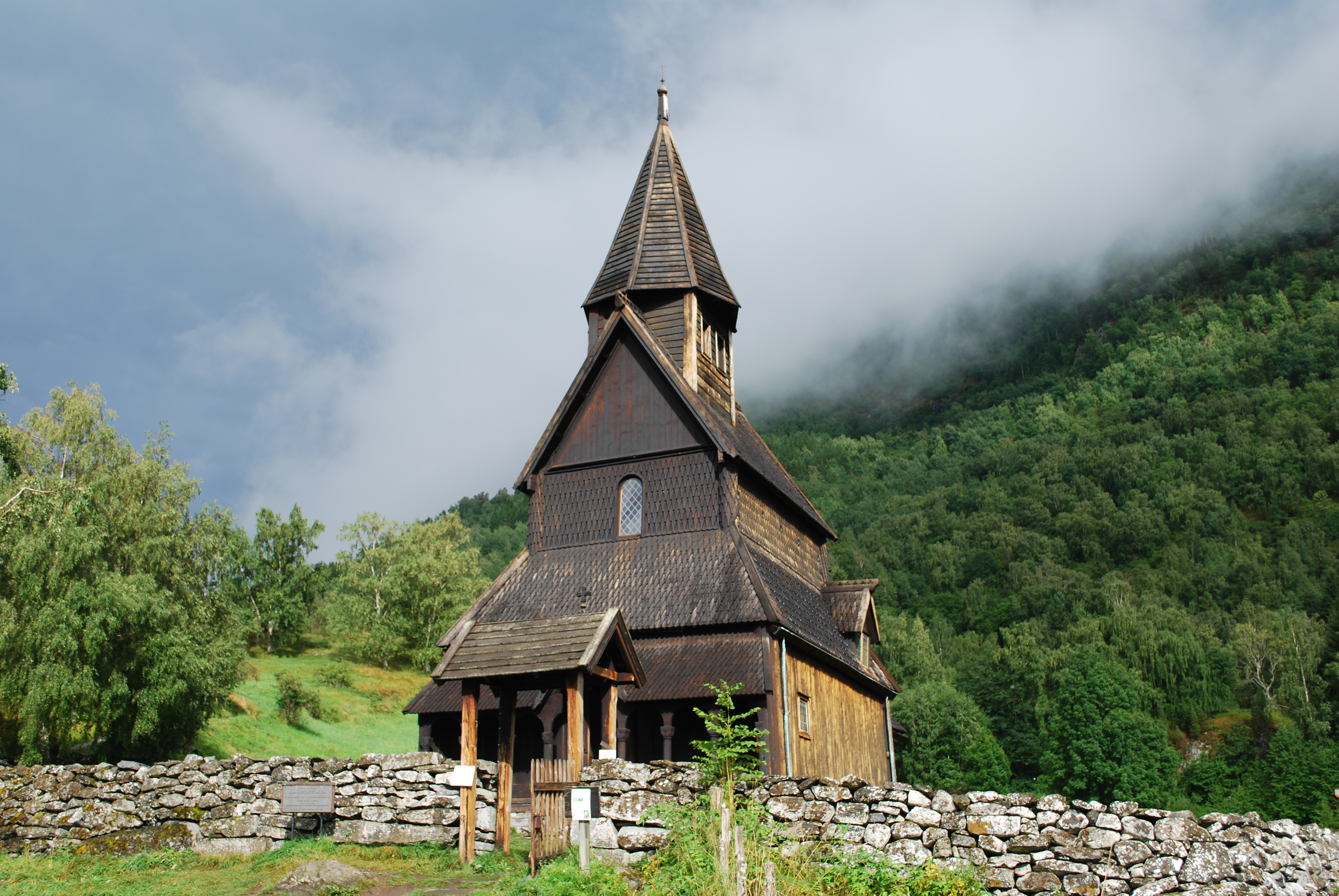
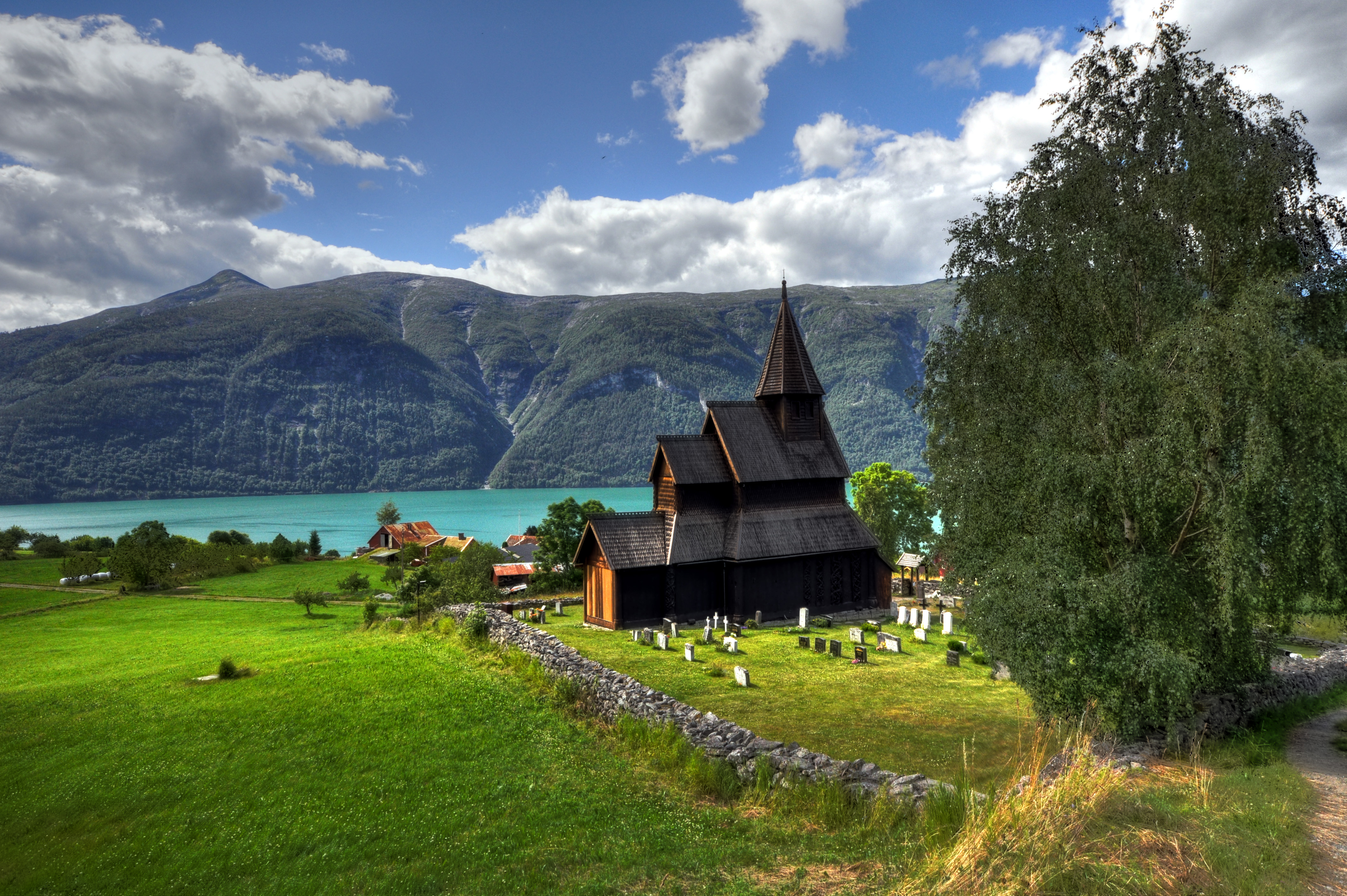
toàn cảnh
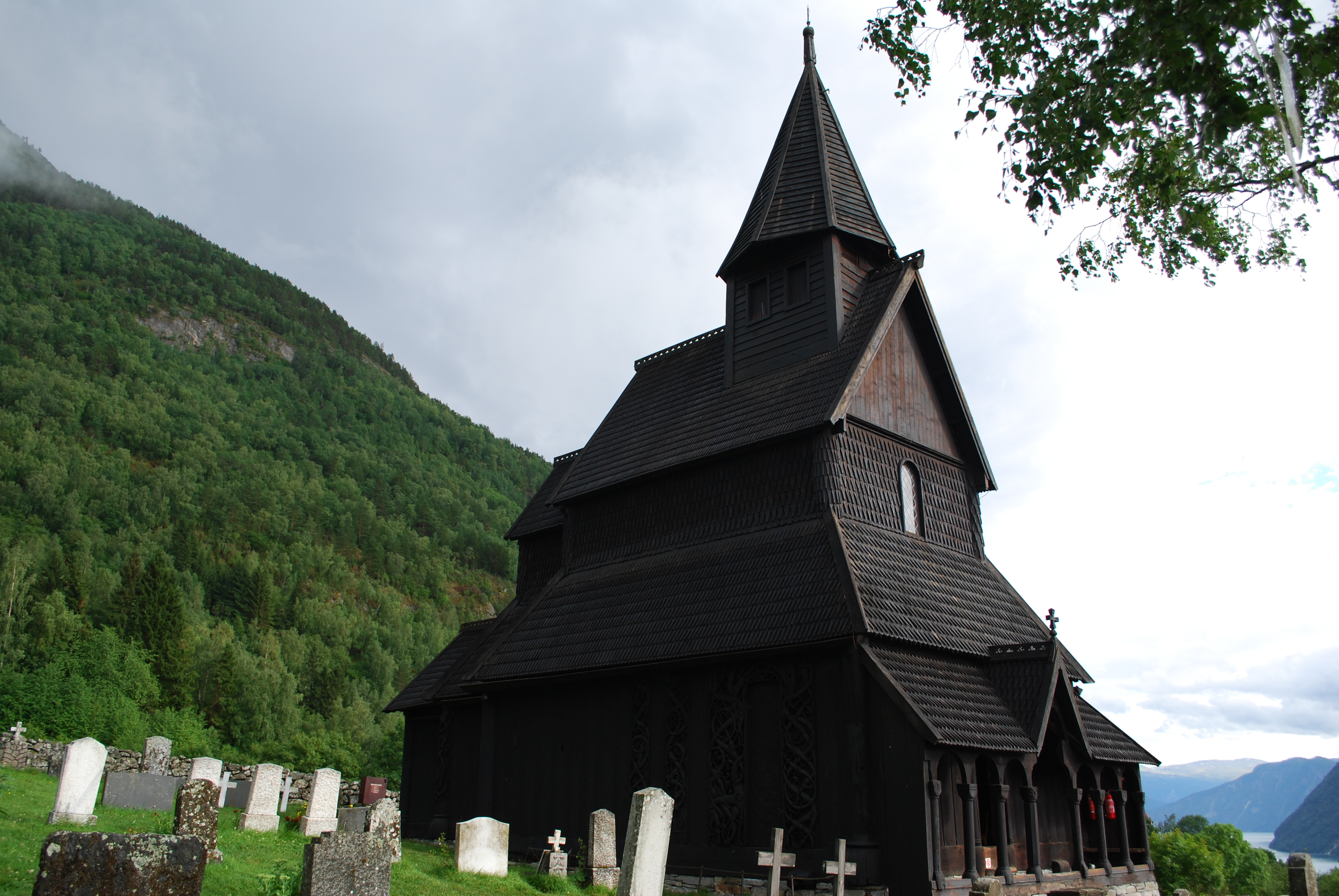
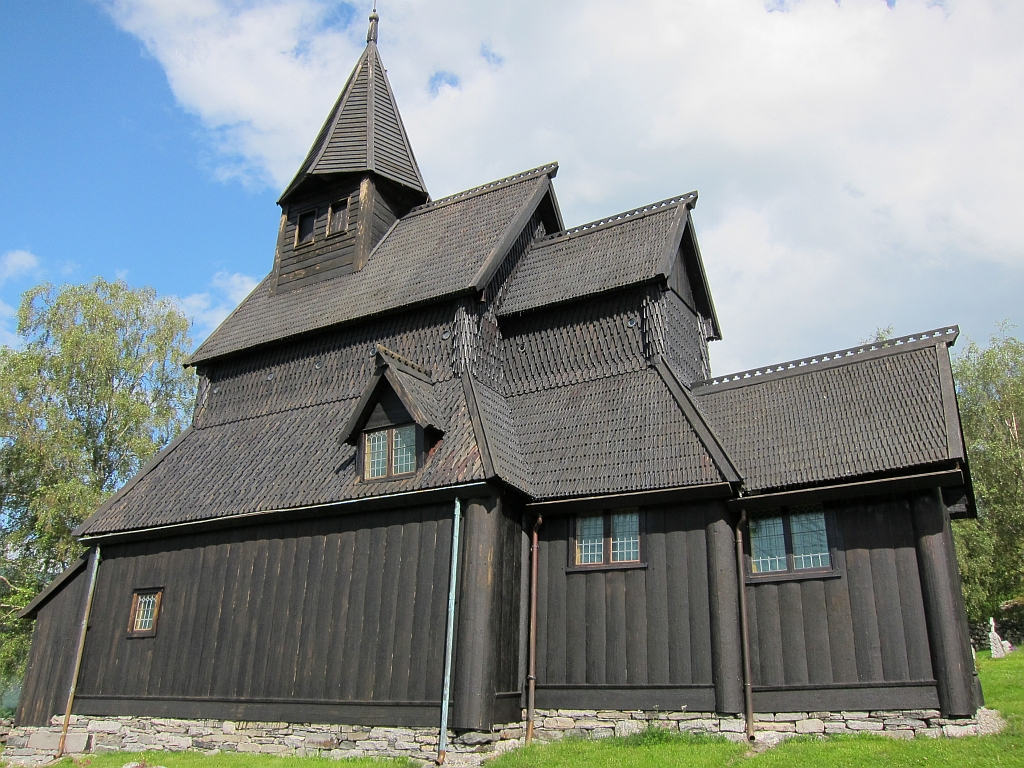
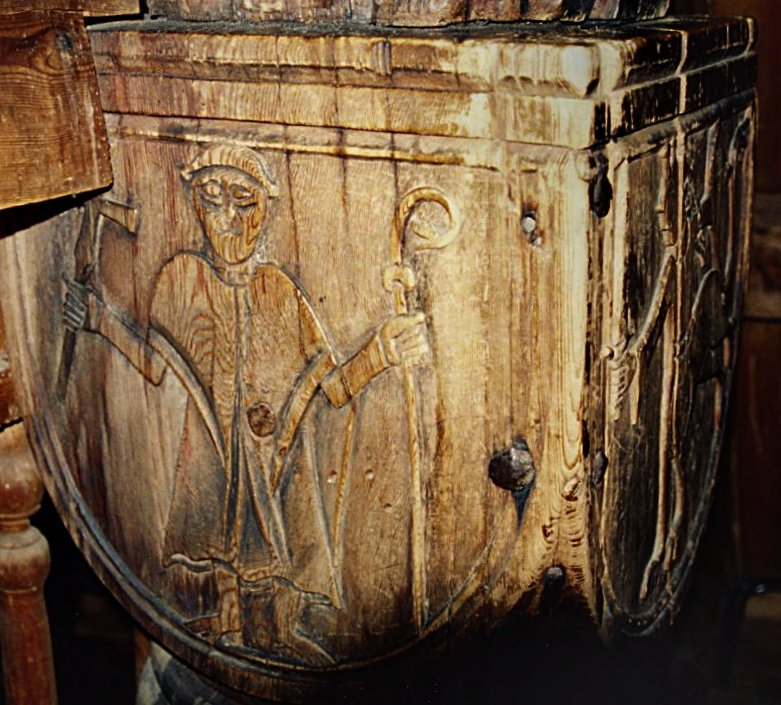
Chạm khắc trên đầu một cột trụ
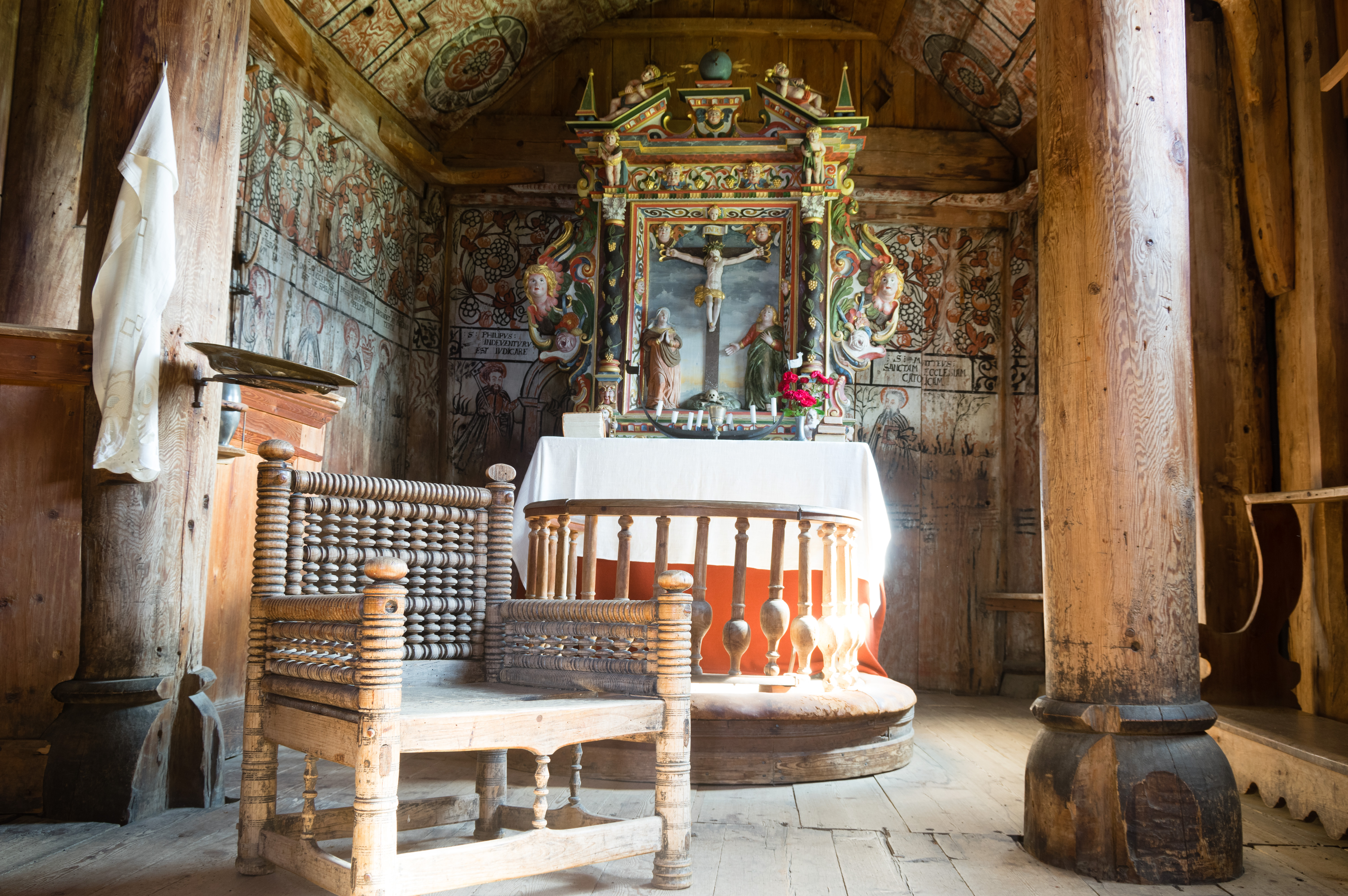
Bên trong
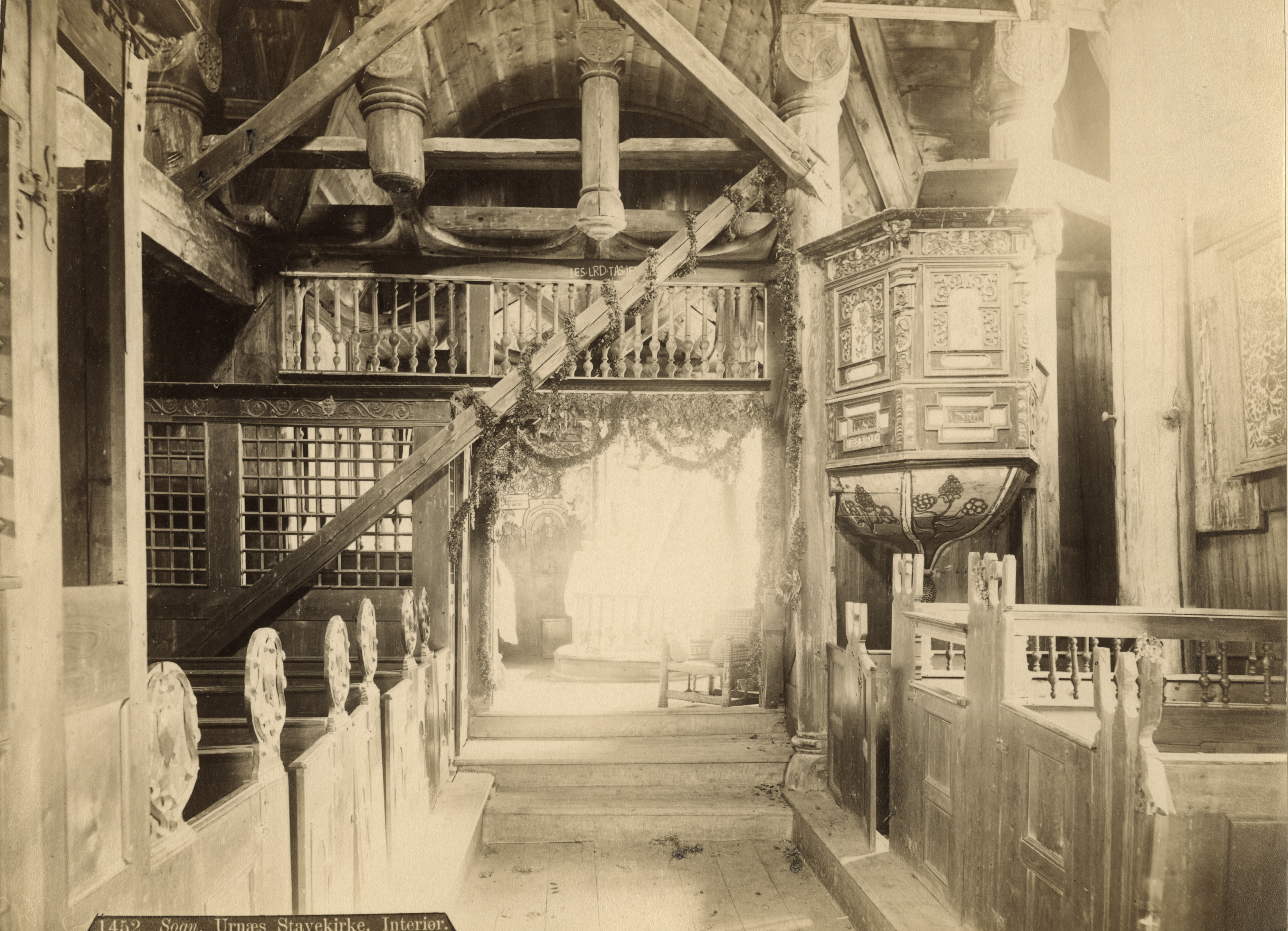
Bên trong, hình chụp năm 1887

## Văn học
- Anker, Leif Middelalder i tre, Stavkirker i Kirker i Norge bind 4, Oslo 2005, ISBN 82-91399-16-6
- Anker Peter, Stavkirkene deres egenart og historie, Oslo 1997, ISBN 82-02-15978-4
- Bjerknes, Kristian, Urnes stavkirke, Fortidsminnesmerkeforeningens årbok 1958, s. 75-96
- Bugge, Gunnar og Mezzanotte, Bernardino, Stavkirker, Oslo 1993 ISBN 82-504-2072-1
- Bugge, Gunnar, Stavkirkene i Norge, Oslo 1981 ISBN 82-09-01890-6
- Christie, Håkon, Urnes stavkirkes forløper belyst ved utgravninger under kirken, Fortidsminnesmerkeforeningens årbok 1958, s. 49-74
- Dietrichson, L., De norske Stavkirker, Kristiania 1892 s.212–226
- Hansteen, Hans Jacob, Urnes stavkirke – Fragmenter av en restaureringsdebatt, Fortidsminnesmerkeforeningens årbok 1974 s. 63-75
- Hauglid, Roar, Norske Stavkirker, Oslo 1973
- Hohler, Erla Bergendahl, Stavkirkene – Den dekorative skurd i Norges kunsthistorie, bind 1, Oslo 1981, s. 252-355 ISBN 82-05-12265-2
- Hohler, Erla Bergendahl, Norwegian Stave Church Sculpture, volume 1-2 Oslo 1999,ISBN 82-00-12748-6
- Storsletten, Ola En arv i tre (De norske stavkirkene), side 171-177, Oslo 1993 ISBN 82-03-22006-1